# Renegade Rocket
"Renegade Rocket" is de zestiende aflevering van de televisieserie Captain Scarlet and the Mysterons, een sciencefictionserie waarin gebruikgemaakt wordt van de poppenspeltechniek supermarionation. De aflevering werd voor het eerst uitgezonden op ATV Midlands in Engeland op 19 januari 1968. Qua productievolgorde was het echter de zevende aflevering.

## Verhaal
De Cloudbase wordt bezocht door Majoor Reeves, een raketexpert. Hij krijgt een rondleiding van Colonel White. Na de rondleiding gaat hij terug naar Base Concord met een jacht. Vanaf een afstandje houd Captain Black hem in de gaten via een verrekijker. Terwijl Black toekijkt, begeeft een deel van de reling van het schip het, waardoor Reeves in zee valt en verdrinkt. De mysteronringen verschijnen bij het lichaam, en een tweede Majoor Reeves verschijnt op het jacht.
De gereconstrueerde Majoor Reeves arriveert bij de eilandbasis, en geeft een verbaasde officier de opdracht om de controlekamer af te sluiten. Wanneer hij weigert een Variabele Geometry Raket (VGR) te lanceren uit veiligheidsoverwegingen, schiet Reeves de man neer en programmeert zelf de VGR.
Via een radiobericht laten de Mysterons weten dat ze een raket zullen lanceren waarvan niemand weet wat zijn doel zal zijn. In de basis programmeert Reeves dit mysterieuze doel in, en voert "ZERO" in als het codewoord. Hij lanceert de raket en verwijderd daarna de vluchtprogramma-unit uit het circuit terwijl zich buiten de deur personeel verzameld.
De basiscommandant en de mannen blazen de deur op. Ze ontdekken de dode officier, en de bewaker verteld dat Majoor Reeves de enige is die naar binnen is gegaan die dag. Dan komt het bericht binnen dat Reeves ervandoor is met een jet. De commandant roept Colonel White op en informeert hem over de situatie. De situatie loopt al snel uit de hand. Zonder de vluchtprogramma-unit weet niemand waar de raket naartoe zal gaan, en zonder het codewoord kunnen ze hem niet op afstand vernietigen.
De Angeljets worden gelanceerd en met hun radar Reeves en de gestolen raket te zoeken. Melody lokaliseert de vijandige jet, maar Reeves schiet haar neer. Ze kan zich nog redden met haar schietstoel. Rhapsody en Harmony achtervolgen Reeves met grote voorzichtigheid.
Colonel White stuurt Scarlet en Blue naar Base Concord alwaar ze de commandant ontmoeten. Het doel van de VGR is nog altijd een mysterie. Daarnaast lijkt de raket van alle radars te zijn verdwenen. De commandant verklaard dat de VGR al kilometers voor zijn doelwit hoogte verliest, en dan verder vliegt als een gewoon vliegtuig. Een sergeant merkt op dat de raket alleen onzichtbaar is voor de radar als hij verticaal vliegt. Daarvan uitgaande kan worden geconcludeerd dat de raket is geprogrammeerd om terug te keren naar zijn startpunt en Base Concord zelf het doel is.
Terwijl de VGR de ruimte bereikt en omkeert, wordt in Base Concord een nieuwe vliegprogramma-unit geïnstalleerd. Daarna beginnen de sergeant en een beveiligingsagent koortsachtig de lijst van 10,000 mogelijke codewoorden alfabetisch door te werken. Ondertussen neemt Rhapsody contact op met Reeves en beveelt hem terug te keren naar Base Concord. De Mysteronagent weigert mee te werken, en laat zijn vliegtuig neerstorten in zee. Daarbij komt hij zelf om, en neemt het juiste codewoord met zich mee het graf in.
Later heeft al het personeel behalve Scarlet en Blue de basis verlaten. De raket zal over 3 minuten zijn doel bereiken. Colonel White beveelt zijn officieren om te vertrekken, maar beide negeren het bevel. White dreigt ze voor de krijgsraad te brengen. Scarlet en Blue proberen nog een laatste woord: "AMEN". Ook dit woord is onsuccesvol. Echter, op de zeebodem blijkt de originele vliegprogramma-unit nog intact te zijn na de crash van Reeves' jet. Door de stroming rolt deze op zijn kant en de vernietigingsknop wordt ingedrukt. Hiermee wordt het juiste codewoord naar de raket gestuurd en deze ontploft.
Terug in Cloudbase vertelt White dat duikers van de marine de unit hebben gevonden, en dat het juiste codewoord “ZERO” was. Hij is behoorlijk geamuseerd door Scarlet en Blue’s keuze van het woord “AMEN”, maar is woedend dat zijn officieren op het lot vertrouwden om de raket te vernietigen. Op de vraag van Lieutenant Green of de twee inderdaad voor de krijgsraad komen antwoord White van niet, omdat Spectrum dappere mannen zoals Scarlet en Blue nodig heeft.

## Rolverdeling

### Reguliere stemacteurs
- Captain Scarlet — Francis Matthews
- Captain Blue — Ed Bishop
- Colonel White — Donald Gray
- Lieutenant Green — Cy Grant
- Rhapsody Angel — Liz Morgan
- Melody Angel — Sylvia Anderson
- Harmony Angel — Lian Shin
- Stem van de Mysterons — Donald Gray

### Gastrollen
- Majoor Reeves — Gary Files
- Base Concord Controller — Charles Tingwell
- Commandant — Paul Maxwell
- Sergeant — Martin King
- Kapitein — Jeremy Wilkin
- Beveiligingsagent — Jeremy Wilkin
- Airstrip Stem — Martin King

## Fouten
- Majoor Reeves heeft normaal twee gouden sterren op zijn uniform, maar zijn Mysteron dubbelganger in het begin maar 1.
- Tijdens de achtervolgingsscène in de lucht heeft Melody even haar vliegbril niet op.

## Trivia
- Het oranje radarscherm waarop Japan te zien is, verscheen later ook in de serie UFO.
- Bij de evacuatie van Base Concord zijn een gele tractor en trailer te zien die een raket vervoeren. De tractor (toen nog rood) verscheen in de Thunderbirdsaflevering The Duchess Assignment en de trailer met raket in Day of Disaster.